# Schwelmer Baskets
O Schwelmer Baskets, também conhecido como EN Baskets Schwelm nome dado em virtude do distrito de Ennepe-Ruhr-Kreis, é um clube profissional de basquetebol baseado em Schwelm, Alemanha que atualmente disputa a 2.Bundesliga ProB, correspondente à terceira divisão do país. Manda seus jogos no Baskets Dome com capacidade para 1.500 espectadores.

## Histórico de Temporadas
| Temporada | Nível | Liga         | Pos. | Resultado         |
| --------- | ----- | ------------ | ---- | ----------------- |
| 2000-01   | 2     | 2.Bundesliga | 4º   |                   |
| 2001-02   | 2     | 2.Bundesliga | 2º   |                   |
| 2002-03   | 2     | 2.Bundesliga | 2º   |                   |
| 2003-04   | 2     | 2.Bundesliga | 1º   | Promovido campeão |
| 2004-05   | 1     | Bundesliga   | 16   | Rebaixado         |
| 2005-06   | 4     | Regionalliga | 2º   |                   |
| 2006-07   | 4     | Regionalliga | 4º   |                   |
| 2007-08   | 4     | Regionalliga | 2º   |                   |
| 2008-09   | 4     | Regionalliga | 2º   |                   |
| 2009-10   | 4     | Regionalliga | 1º   | Promovido campeão |
| 2010-11   | 3     | ProB         | 1º   | Oitavas de finais |
| 2011-12   | 3     | ProB         | 5º   | Quartas de Finais |
| 2012-13   | 3     | ProB         | 1º   | Finalista         |
| 2013-14   | 3     | ProB         | 3º   | Semifinais        |
| 2014–15   | 3     | ProB         | 7º   | Oitavas de Finais |
| 2015–16   | 3     | ProB         | 12º  | Rebaixado         |
| 2016–17   | 4     | Regionalliga | 1º   | Promovido campeão |
| 2017-18   | 3     | ProB         | 6    | Oitavas de finais |
| 2018-19   | 3     | ProB         | 8º   | Oitavas de finais |
| 2019-20   | 3     | ProB         | 3º   |                   |
| 2020-21   | 3     | ProB         | 6º   | Semifinalista     |
| 2021-22   | 3     | ProB         | 5º   | Oitavas de Finais |
| 2022-23   | 3     | ProB         | 8º   | Oitavas de Finais |
| 2023-24   | 3     | ProB         | 3º   | Quartas de Finais |
| 2024-25   | 3     | ProB         | 9º   |                   |
| 2025-26   | 3     | ProB         |      |                   |

fonte:EUROBASKET.com

## Títulos

### 2.Bundesliga (segunda divisão)
- Campeão (1):2003-04
- Finalista :2012-13

### Regionalliga Grupo Oeste
- Campeão (2):2009-10, 2016-17
- Finalista (1):2005-06, 2007-08, 2008-09